# Альховаям
Альховаям (в верхней половине — Мыянгальховаям, Мя Альховаям) — река в России, на северо-востоке полуострова Камчатка.
Длина реки — 47 км. Протекает по территории Олюторского района Камчатского края. Впадает в залив Анапка.
Название в переводе с корякского Алӄаваям — «кекурная река».

## Данные водного реестра
По данным государственного водного реестра России относится к Анадыро-Колымскому бассейновому округу.
Код объекта в государственном водном реестре — 19060000312120000008236.